# Insane dream/us
「insane dream/us」（インセイン・ドリーム／アス）は、Aimerの10枚目のシングル。2016年7月6日にSME Recordsから発売された。

## 概要
ONE OK ROCKのボーカリストTakaが楽曲提供＆プロデュース＆コーラス参加した「insane dream」、そして凛として時雨のボーカリスト＆ギタリストTKがプロデュース＆楽曲提供した「us」の両A面シングル。初回生産のみ、Aimer Hall Tour 2016 チケット先行応募IDおよび11th single「蝶々結び」W購入者特典応募券が封入された。

## 収録曲

### CD
1. insane dream (4:56)
作詞：Taka (ONE OK ROCK)、aimerrhythm、Jamil Kazmi　作曲：Taka　編曲：コリン・ブリテン（英語版）
2. us (4:37)
作詞・作曲・編曲：TK (凛として時雨)
3. tone (5:01)
作詞：aimerrhythm　作曲：Yoshida Haruo　編曲：玉井健二、飛内将大

### 初回生産限定盤 DVD SECL-1935
1. insane dream (music video)

## 参加ミュージシャン

### insane dream
- コリン・ブリテン（英語版） - プログラミングと楽器演奏
- Taka - コーラス

### us
- TK - ギター、プログラミング、コーラス
- BOBO - ドラム
- 山口寛雄 - ベース
- 佐藤帆乃佳, 菊地幹代、堀沢真己 - ストリングス

### tone
- 佐藤慎悟 - ピアノ
- 飛内将大 - プログラミングと楽器演奏

## 制作クレジット
- アート・ディレクション＆デザイン - 松田剛
- フォトグラファー - 加藤アラタ
- スタイリスト - 赤石侑香
- ヘアメイクアーティスト - Minaho Takahashi

### insane dream
- プロデューサー - Taka (ONE OK ROCK)、Aimer
- レコーディング&ミキシング・エンジニア - コリン・ブリテン
- :Recorded & Mixed at The Beach
- ディレクター・オーガナイザー - Jamil Kazmi
- マスタリング・エンジニア - 茅根裕司
Mastered at Sony Music Studios Tokyo

### us
- プロデューサー - TK (凛として時雨)
- レコーディング&ミキシング・エンジニア - TK
- 追加レコーディング - Fumiaki Unehara
Recorded & Mixed at Hansa Studios, Studio Sound Valley
- マスタリング・エンジニア - 茅根裕司
Mastered at Sony Music Studios Tokyo

### tone
- プロデューサー - 玉井健二 (agehasprings)
- レコーディング・エンジニア - 森真樹
Recorded at Studio Device
- ミキシング・エンジニア - 熊坂敏 (prime sound studio form)
Mixed at prime sound studio form
- マスタリング・エンジニア - 茅根裕司
Mastered at Sony Music Studios Tokyo

### insane dream Music Video
- ビデオ制作 - Green Glow Filmes
- ディレクター - ステファン・ウェイン・マレット (Stephen Wayne Mallet)
- エグゼクティブ・プロデューサー - アレック・エスカンダー (Alec Eskander)
- プロデューサー - ケビン・G・リー (Kevin G Lee)
- 撮影監督 - Niels Lindelin
- 魔女役 - Taylor Ann Macey
- 魔女ハンター - Brenden Barrowman
- コーディネーター - Nadeshiko Nakahara

## 受賞・チャートなど
- 4位 - 「桑田佳祐が選ぶ、2016年邦楽シングル・ベスト20」ラジオ番組『桑田佳祐のやさしい夜遊び』[4]

## リリース日一覧
| 地域 | リリース日   | レーベル               | 規格                   | カタログ番号   | 備考                       |
| ---- | ------------ | ---------------------- | ---------------------- | -------------- | -------------------------- |
| 日本 | 2016年7月6日 | SME Records            | 12cmCD                 | SECL-1936      | 通常盤                     |
| 日本 | 2016年7月6日 | SME Records            | 12cmCD + DVD           | SECL 1934-1935 | 初回生産限定盤             |
| 日本 | 2016年7月6日 | SME Records            | デジタル・ダウンロード | 1124803614     | iTunes Store               |
| 日本 | 2016年7月6日 | Sony Music Labels Inc. | デジタル・ダウンロード | A1004500186    | レコチョク AAC 128/320kbps |
| 日本 | 2016年7月6日 | Sony Music Labels Inc. | デジタル・ダウンロード | 4547557045758  | mora AAC-LC 320kbps        |
| 日本 | 2016年7月6日 | Sony Music Labels Inc. | デジタル・ダウンロード | B01HMLMNH2     | Amazon.co.jp               |

## 購入特典
- 2016年7月5日 リリース記念イベント「TOWER OF LOVERS Vol.10」 タワーレコード渋谷店[9]
- 2016年7月10日 リリース記念イベント“Proof on the Roof” 仙台・イービーンズ
- 2016年7月16日 リリース記念イベント「TOWER OF LOVERS in OSAKA」 タワーレコード梅田NU茶屋町店
- 2016年7月17日 リリース記念イベント“Proof on the Roof” タワーレコード名古屋近鉄パッセ店
- 2016年7月29日 限定プレミアムライブ LIVE@SKALA ESPACIO 福岡
- Aimer公式モバイルファンクラブ「Blanc et Noir」会員限定特典 Aimerの描きおろしイラストによる特製ポストカード全5枚セット
- 全国のCDショップ/オンラインショップ購入特典 告知ポスター
- TOWER RECORDS購入特典 TOWER RECORDSオリジナルポスター
- TSUTAYA RECORDS購入特典 TSUTAYA RECORDSオリジナルポスター
- HMV購入特典 HMVオリジナルポスター